# Ferdinand Vilhelm du Val de la Pottrie
Ferdinand Vilhelm du Val de la Pottrie (født ca. 1696, død 24. maj 1768) var en dansk officer.
Jacques du Val de la Pottrie, en huguenottisk adelsmand fra Alençon, trådte efter ophævelsen af det Nantiske Edikt 1683 i dansk tjeneste og faldt 1704 ved Höchstedt som oberst og kommandør for den danske gardebataljon, der hørte til hjælpetropperne. Hans søn F.V. du Val de la Pettrie blev kort efter faderens død, kun 8 år gammel, sat i fændriks nummer ved Prins Georgs Regiment, 1713 sekondløjtnant, 1716 premierløjtnant og samme år forsat til Garden, 1720 kaptajn ved Dronningens Livregiment, 1735 karakteriseret oberst, 1738 chef for Marineregimentet (fra 1741 Bornholmske Regiment), 1753 generalmajor, 1759 generalløjtnant, 1760 hvid ridder og 1761 kommandant i Rendsborg. Få måneder efter denne sidste ansættelse tog han sin afsked.
Pottrie havde som generaladjudant hos generalmajor Scholten deltaget i den polske tronfølgekrig 1734-35, hvor Danmark stillede et hjælpekorps til kejserens rådighed, og som regimentschef i den ekspedition, som Danmark 1741 sendte til understøttelse for Hannover; han blev også flere gange benyttet til særlige sendelser til udlandet. Han døde 24. maj 1768 i sit 72. år og havde været 2 gange gift: 1. med Regitze Sophie f. baronesse Güldencrone (1707-1736), datter af Vilhelm baron Güldencrone til Aastrup, og 2. med Susanne f. de Loron de Thorat.